# ナイチンゲール病棟
ナイチンゲール病棟（ナイチンゲールびょうとう、英：Nightingale ward）は、フローレンス・ナイチンゲールの提唱に基づき19世紀後半に西欧で多数建築された近代的な病院病棟のスタイルである。
この典型例である聖トーマス病院の南病棟は、病棟への入り口が廊下から一箇所に限られ、大部屋につながる入口廊下の両側には婦長室・リネン庫・配膳室・手洗い器のついた個室などがあり、大部屋は縦長の窓を挟んで片側に15床、計30床が壁に直角に置かれていた。
医師、看護師と患者との接触を効率的かつ容易にすすめるため、病室中央屋はデイスペース、病室中央付近はナースステーションとして用いられた。